# 산티아고 카시야
산티아고 카시야(스페인어: Santiago Casilla, 1980년 7월 25일 ~ )는 내셔널 리그 콜로라도 로키스에서 구원 투수로 활약하는 도미니카 공화국의 프로 야구 선수이다. 키 6 피트(1.8m), 몸무게 210 파운드(95kg)인 그는 오클랜드 애슬레틱스와 함께 자신의 첫 6개의 메이저 리그 베이스볼 경력을 보낸 후 2010년 이래 샌프란시스코 자이언츠에서 활약하였다.
카시야는 4개를 던지는 데, 속구, 슬라이더 커브와 체인지업이다.

## 프로 경력

### 마이너 리그
카시야는 원래 2000년 1월 31일 자유 계약 선수로서 오클랜드 애슬레틱스에 의하여 계약되었고, 그때부터 2005년을 통하여 하이로 가르시아라는 이름 아래에 투수로 활약하였다. 2006년 봄 훈련 기간 동안에 그는 산티아고 카시야로 자신의 본명과 자신이 처음 계약을 맺을 때 자신의 실제 나이보다 3살 어리다고 명단에 올린 잘못된 문서들을 가졌다고 밝혔다.

### 오클랜드 애슬레틱스
카시야는 구원 투수로서 애슬레틱스를 위하여 2004년, 2005년과 2006년의 작은 부분들을 던졌다. 2007년 카시야는 24회에서 29개의 스트라이크아웃과 함께 4.13 평균 자책점과 2승 1패로 나간 후 트리플 A로부터 애슬레틱스에 의하여 철회되었다. 그는 휴스턴 스트리트, 저스틴 듀크셰러와 키코 칼레로를 장애자 명단에 올려진 불펜으로 들어갔다. 카시야는 자신의 첫 16개의 경기에서 2개의 세이브와 0.45 평균 자책점과 함께 2승 1패로 나가면서 잘 출발하였다. 그러나 46개의 경기에서 3승 1패의 기록과 4.44 평균 자책점과 함께 시즌을 끝내는 결말을 지었다. 그는 다양하게 섞인 성공과 함께 2008년과 2009년 시즌들에서 애슬레틱스의 불펜에서 던졌다.

### 샌프란시스코 자이언츠
2009년 말기에 그는 애슬레틱스에 의하여 승인된 자유 계약 선수였으며, 2010년을 위하여 샌프란시스코 자이언츠와 마이너 리그 계약을 맺었다. 그는 자신의 이전 팀을 상대로 그해 5월 21일에 자이언츠 데뷔를 하고 그들이 월드 시리즈를 우승할 때까지 시즌의 나머지를 위하여 팀과 함께 남아있었다. 그는 2011년 불펜의 일원으로서 자이언츠로 돌아와 8월에 브라이언 윌슨이 장애자 명단에 놓인 후 가까이 차지하였다.
2012년 9월 14일 카시야는 자신의 첫 경력 안타, 이루어진 만루, 애리조나 다이아몬드백스 1루수 폴 골드슈미트와 에런 힐 사이에 2개의 아웃 타점 땅볼을 포착하였다.
카시야는 자이언츠가 디트로이트 타이거스를 휩쓸면서 2012년 월드 시리즈의 게임 4에서 우승 투수였다.
2012년 12월 17일 카시야는 1천 백만 달러에서 3년을 위하여 자이언츠와 함께 재계약을 맺었다.
2013년 5월 28일 카시야는 낭포를 옮기는 데 무릎 수술을 받고 15일간 DL에 놓였다.
2015년 5월 17일 신시내티 레즈를 상대로 9 대 8로 우승하면서 카시야는 9회의 말에 들어가 9개의 던지기에 3개의 타자들을 스트라이크아웃하여 순결한 세이브를 기록하였다. 그는 트레버 윌슨과 오렐 허시저에 이어 순결한 회로 던지는 데 프랜차이즈 역사상 샌프란시스코 자이언츠 선수로서 3번째이다.
2016년 4월 25일 카시야는 성공적으로 자신의 100번째 세이브를 기록하여 샌디에이고 파드리스를 상대로 1회의 3분의 1회를 닫았다.

## 스카우팅
카시야는 모범적 권력의 투수 레퍼토리와 함께 활약하는 편이며, 주로 1990년대 중반의 2개의 속구와 하드브레이킹 슬라이더로 낮게 던진다. 그는 또한 가끔 커브와 체인지업에서 섞기도 한다. 하지만 이 시기에 그는 자신의 던지기의 콘트롤과 함께 애쓰고 있다.